# 숭실사이버대학교
숭실사이버대학교(崇實사이버大學校, Korea Soongsil Cyber University)는 서울특별시 종로구와 동작구에 캠퍼스를 둔 대한민국의 사립 사이버 대학이다. 본래 학교법인 봉암교육학원(한국가상교육연합)이 설립한 한국사이버대학을 2012년 6월, 학교법인 숭실대학교가 인수하면서 같은 해 9월 숭실사이버대학교로 교명을 변경한 것이다.
2019년 기준으로, 동일 재단의 숭실대학교 뿐만 아니라, 경기대학교, 배재대학교 등이 협력 기관으로 지정되어 일부 학점 교류가 가능하다.

## 연혁
- 1997년10월: 한국대학가상교육연합 창립
- 1998년 2월: 교육부지정 가상교육프로그램 운영기관, 위성공통과목 개강(대학위성강좌)
- 2000년 11월: 한국싸이버대학 설치인가
- 2001년 2월: 한국싸이버대학교로 교명 변경
- 2005년 3월: 종로캠퍼스 개교
- 2008년 10월: 한국사이버대학교로 교명 변경
- 2012년 2월: 학교법인 숭실대학교에 의해 인수 합병[2]
- 2012년 6월: 숭실사이버대학교로 교명변경

## 학부 과정
학부과정으로 2014년 12월 현재 6개 학부, 23개 학과를 운영하고 있다.
|  | - 실용영어학과 보관됨 2017-07-05 - 웨이백 머신 | - 중국언어문화학과 | - 방송문예창작학과 보관됨 2015-10-06 - 웨이백 머신 | - 기독교상담복지학과 | - 뷰티미용예술학과 |

|  | - 상담심리학과 | - 아동학과 | - 청소년코칭상담학과 | - 평생교육학과 |

|  | - 사회복지학과 | - 노인복지학과 보관됨 2015-08-04 - 웨이백 머신 |

|  | - 법·행정학과 | - 경영학과 | - 외식창업경영학과 보관됨 2015-08-04 - 웨이백 머신 | - 세무회계학과 보관됨 2015-08-04 - 웨이백 머신 | - 부동산학과 | - 엔터비즈니스학과 |

|  | - 시각디자인학과 보관됨 2015-08-04 - 웨이백 머신 | - 컴퓨터정보통신학과 보관됨 2015-08-04 - 웨이백 머신 | - 컴퓨터소프트웨어학과 | - 융합정보보안학과 보관됨 2015-08-04 - 웨이백 머신 |

|  | - 소방방재학과 | - 건설시스템공학과 보관됨 2015-10-06 - 웨이백 머신 | - 산업안전공학과 |

## 같이 보기
- 숭실대학교 (학교법인)
- 숭실대학교